# LV型蒸汽机车
LV型蒸汽机车（俄语：Паровоз ЛВ）是二战结束后苏联铁路制造的一款干线货运蒸汽机车。机车轴式为2-10-2，全长14 789mm，整备质量为121.5t。该车原型为L型蒸汽机车，由伏罗希洛夫格勒蒸汽机车制造厂经过改进并于1952年到1956年期间生产，共计522台，最高时速为80公里/小时。

## 历史
二战结束时，苏联从纳粹德国缴获了TL型、TE型等“战争机车”，又从美国购置了Ye型蒸汽机车，加上战前制造的SO型蒸汽机车，在这些机车（轴式都为2-10-0）的基础上，苏联制造出了L型蒸汽机车。L型机车由伏罗希洛夫格勒蒸汽机车制造厂、科洛姆纳工厂、布良斯克机械制造厂3厂于1945年到1955年间生产，共计4200台。
而伏罗希洛夫格勒蒸汽机车制造厂在1952年开始对L型蒸汽机车做出改进，在1953年研制出OR18型蒸汽机车（ОР18）。后又在此基础上批量制造LV型蒸汽机车。LV型蒸汽机车在1955年开始量产，在同年共计生产102辆，剩余410辆在1956年制造出厂。
伏罗希洛夫格勒蒸汽机车制造厂原计划制造3000辆LV型蒸汽机车并研发改进型OR21型蒸汽机车，但由于1956年2月召开的苏联共产党第二十次代表大会提出“广泛推广电力机车和内燃机车”（"Широком внедрении электровозов и тепловозов"），因此LV型蒸汽机车在1956年停产时仅制造了522台。 
在苏联停产LV型蒸汽机车时，中国在LV型蒸汽机车的基础上研制出前进型蒸汽机车，早期的前进型蒸汽机车造型类似于LV型蒸汽机车。